# Rughidia
Rughidia es un género de plantas fanerógamas perteneciente a la familia Apiaceae.

## Especies
- Rughidia cordatum
- Rughidia milleri